# Steroli

Struttura dello sterolo, composto capostipite degli steroli.

Struttura del colesterolo. Notare la ramificazione al C17 dell'anello D.

Gli steròli sono una classe di composti chimici derivati dallo sterolo, composto policiclico formato da quattro anelli condensati (tre a sei atomi di carbonio e uno a cinque atomi di carbonio). Presentano una caratteristica funzione alcolica in posizione tre sull'anello A, una catena ramificata sul C17 dell'anello D e rappresentano i precursori degli steroidi. Sono lipidi anfipatici (a struttura idrofoba ma con una estremità idrofila costituita dal gruppo -OH) sintetizzati dall'acetil-coenzima A e hanno un ruolo importante nella fisiologia di animali e vegetali.
Fondamentale fu l'apporto che il premio Nobel Adolf Windaus diede per la comprensione della chimica e biochimica degli steroli.
Per esterificazione di uno o più gruppi alcolici con acidi grassi si ottengono gli steridi. Presentano in genere un doppio legame al C5, 2 metili in 10 e 13, una catena laterale in 17 ed in posizione 3 un gruppo alcolico a cui sono legati gli acidi grassi.

## Ruolo degli steroli
In base al fatto che siano stati prodotti da vegetali o animali, rispettivamente si distinguono i fitosteroli e gli zoosteroli. Tra i principali zoosteroli si citano il colesterolo e alcuni ormoni steroidei (derivati della vitamina D), mentre fitosteroli degni di nota sono il campesterolo, il sitosterolo, lo stigmasterolo e il brassicasterolo.
Gli steroli hanno un ruolo essenziale nella fisiologia degli organismi eucarioti. Per esempio il colesterolo è un componente essenziale della membrana cellulare e la sua presenza influenza la fluidità di membrana e agisce da messaggero secondario (detto anche secondo messaggero).
Gli steroli vegetali sono anche noti per la loro capacità di bloccare l'assorbimento del colesterolo nel sangue all'interno dell'intestino umano, aiutando in tal modo a ridurre la colesterolemia, fino al 15% senza ulteriori benefici per assunzioni superiori a 3 grammi/giorno.,. Gli studi correlano gli steroli all'abbassamento del colesterolo totale in entrambi i sessi, e solo nelle donne all'abbassamento del colesterolo LDL (escluso quello "buono").
È, invece, controverso il ruolo dei fitosteroli nella riduzione degli infarti e delle malattie cardiovascolari. In uno studio scandinavo è stata identificata una popolazione con la più alta percentuale di malattie coronariche che, dopo l'assunzione di simvastatina, aveva i più bassi livelli di colesterolo sierico e i più alti livelli di steroli vegetali nel sangue..
Tra le altre funzioni, negli esseri umani gli steroli sono implicati nella regolazione dei ritmi circadiani e della coagulazione del sangue.
La stima dell'assorbimento intestinale di questi composti è compreso in un range dallo 0,4 al 5% per gli steroli vegetali e dallo 0,02 allo 0,3% per le loro forme sature.
Colesterolo e fitosteroli competono in quanto necessitano entrambi della proteina NCP1L1 per essere assorbiti dagli enterociti. 
Negli enterociti il colesterolo viene esterificato grazie all'enzima ACAT2, stoccato nei chilomicroni e immesso nel sistema linfatico attraverso la membrana basolaterale, e nel siero, tramite i HDL nei ratti e i LDL nell'uomo, giungere a vari organi e tessuti; mentre il colesterolo e i fitosteroli non esterificati vengono reimmessi nel lume intestinale.
La parte assorbita nell'intestino è trasportata nel sangue fino al fegato, dove i fitosteroli possono essere convertiti ad acidi biliari, oppure ritornare dal fegato all'intestino attraverso la bile, passare intatti dal colon al retto ed essere escreti con le feci.
Di norma il corpo non dovrebbe accumulare fitosteroli, con una concentrazione nel sangue che nelle persone sane è inferiore a 1 mg/dL. Se c'è una predisposizione genetica (mutazione dei loci per i co-trasportatori ABCG5 e ABCG8 che porta a un maggiore assorbimento intestinale dei fitosteroli), avviene la sitosterolemia, una rara malattia genetica (autosomica famigliare recessiva) nota fin dal loro primo impiego nella riduzione del colesterolo negli anni cinquanta. L'accumulo di fitosteroli nel sangue e nei tessuti porta alla formazione di placche e accumuli di grasso (xantomatosi), fino a frequente aterosclerosi letale.
Per cause sconosciute (Novembre 2013), quando sono assunti in dosi maggiori di 2 grammi/giorno, steroli e stanoli contrastano con l'assorbimento dei carotenoidi, e in misura minore vitamina E e tocoferoli, com'è possibile dedurre dalla riduzione dei livelli plasmatici. I livelli si stabilizzano quando le dosi di steroli o di stanoli raggiungono i 2,2 g/giorno. Per questi motivi, i preparati in commercio contengono dosi intorno ai 2 grammi di steroli vegetali.
Sitosterolo e campesterolo (che sono rispettivamente l'analogo 24 metil- e 24 etil- del colesterolo), costituiscono circa il 60% e il 35% dei fitosteroli presenti negli alimenti. 
Fra gli alimenti più ricchi di steroli vegetali: Olio di mais (865 mg/100 gr p.e.), semi di sesamo (714 mg), olio germe di grano (553 mg).